# Greenleaf (Kansas)
Greenleaf es una ciudad ubicada en el de condado de Washington en el estado estadounidense de Kansas. En el año 2010 tenía una población de 331 habitantes y una densidad poblacional de 275,83 personas por km².

## Geografía
Greenleaf se encuentra ubicada en las coordenadas 39°43′42″N 96°58′44″O / 39.72833, -96.97889 (39.728350, -96.978797).

## Demografía
Según la Oficina del Censo en 2000 los ingresos medios por hogar en la localidad eran de $25,750 y los ingresos medios por familia eran $38,125. Los hombres tenían unos ingresos medios de $26,250 frente a los $16,635 para las mujeres. La renta per cápita para la localidad era de $15,084. Alrededor del 19.5% de la población estaban por debajo del umbral de pobreza.